# Luzifer-Verlag
Der Luzifer-Verlag ist ein Verlag deutschsprachiger fantastischer Literatur (Thriller, Horror, Science Fiction) von deutschen und internationalen Autoren mit Sitz in Zypern.
Der Verlag wurde im Januar 2011 in Ahlen von Steffen Janssen gegründet. Es werden Bücher der Genres Thriller, Krimi, Horror, Dystopie, Fantasy und Science Fiction verlegt. Seit 2013 publiziert der Verlag internationale Lizenzen.
Der Luzifer-Verlag arbeitet seit 2013 mit dem Hörbuchlabel „WinterZeit“ und seit 2015 mit den Hörbuchlabeln „Hörbuchmanufaktur Berlin“ und „Omondi (Ronin Hörbuch)“ zusammen. Diese Label setzen die Bücher des Verlages als Hörbücher um.
Im Luzifer-Verlag werden u. a. Titel von Alan Dean Foster, Chris Ryan, Andreas Gruber, Martin Krist (Marcel Feige), Francis Paul Wilson und Greg F. Gifune publiziert. Seit 2017 wird die „Matthew Corbett“-Reihe von Robert R. McCammon im Luzifer Verlag publiziert.